# Еллінген (Баварія)
Еллінген (нім. Ellingen) — місто в Німеччині, розташоване в землі Баварія. Підпорядковується адміністративному округу Середня Франконія. Входить до складу району Вайсенбург-Гунценгаузен. Центр об'єднання громад Еллінген.
Площа — 31,25 км2. Населення становить 3960 ос. (станом на 31 грудня 2020).